# Meidži (císař)
Meidži (japonsky: 明治天皇, Meidži-tennó, 3. listopadu 1852 Kjóto – 30. července 1912 Tokio) byl 122. japonský císař. Jméno Meidži (明治 „osvícené panování“) mu bylo dáno až posmrtně. Za svého života byl znám jen jako tennó heika (天皇陛下 „císařské Veličenstvo“) nebo kindžó tennó (今上天皇 „přítomný císař“). Jeho vlastní jméno bylo Mucuhito (睦仁). Vládl od roku 1867 až do své smrti 1912.
V době jeho narození bylo Japonsko zaostalou feudální zemí, ve které od roku 1603 de facto vládli šógunové z dynastie Tokugawa. Nacházelo se v dobrovolné izolaci od mnohem vyspělejšího západoevropského světa s jeho prudce se rozvíjejícím průmyslem, rostoucí vojenskou a politickou mocí a koloniálními ambicemi, a také od Spojených států amerických, jejichž vzestup ve světovou mocnost se již rýsoval. Jeho vláda byla známa jako období Meidži a během ní byly provedeny reformy Meidži, které Japonsko otevřely vlivu západní civilizace a s ní spojené modernizaci a industrializaci. Japonsko bylo přeměněno v konstituční monarchii. Začalo budovat moderní armádu a válečné loďstvo euro-amerického stylu. V době smrti císaře Meidži bylo Japonsko již důležitou a poměrně rozvinutou světovou velmocí.

## Život

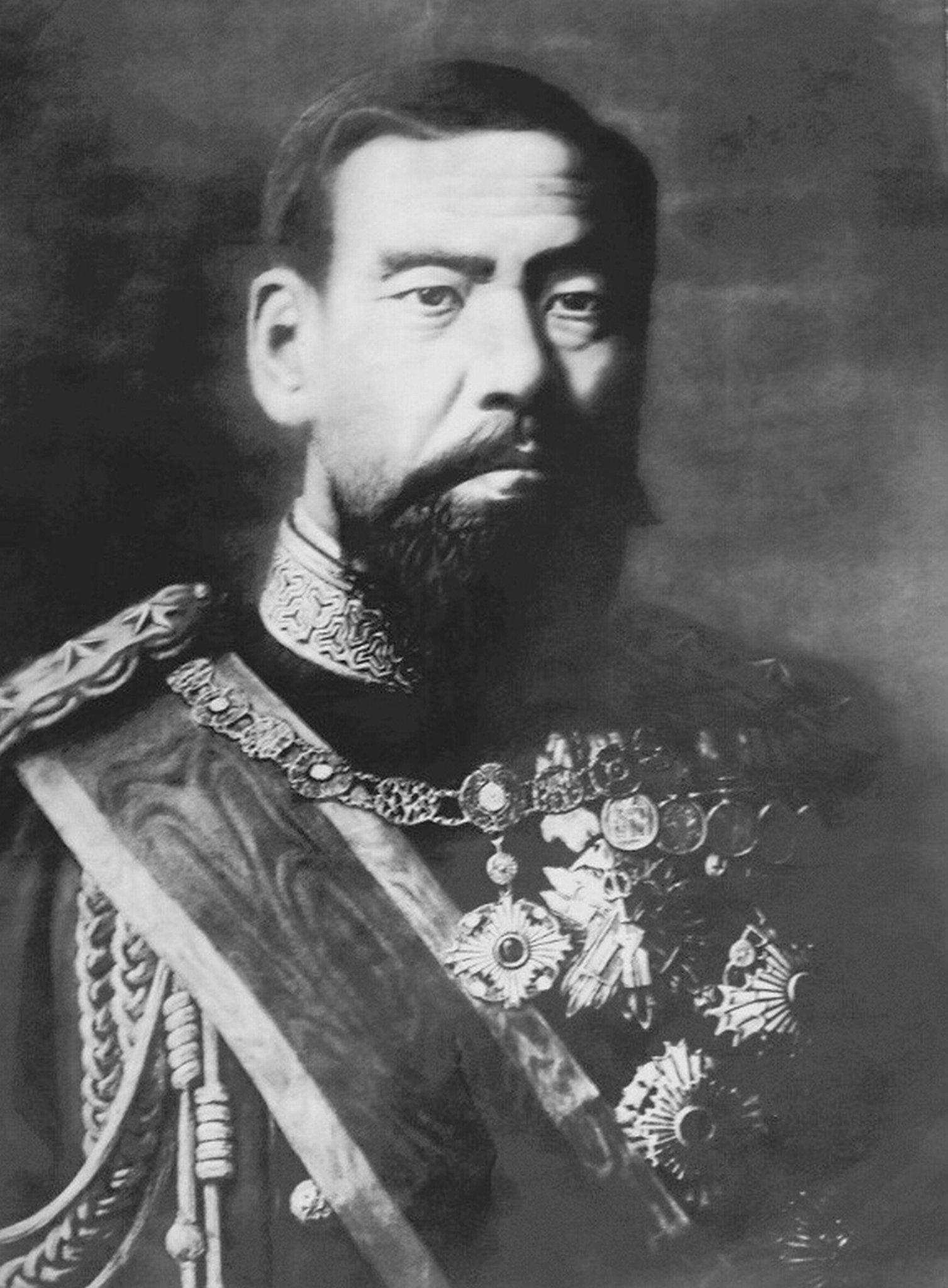
Císař Meidži v roce 1890

Pozdější císař Meidži se narodil jako syn císaře Kómeie a jeho konkubíny jménem Nakajama Jošiko. V té době bylo zvykem, děti císařových konkubín uznávat jako oficiální děti císařovny. Meidži (tehdy Mucuhito] byl formálně adoptován císařovnou Eišó, ale jeho pravý původ byl před veřejností utajen. Ve věku osmi let byl prohlášen za korunního prince a oficiálního následníka trůnu. Po smrti svého otce se dne 3. února 1867 stal ve svých 14 letech novým císařem.
Císař Meidži zemřel 30. července 1912 v Tokiu. Za svého života byl v japonském národě velmi oblíbený. Po jeho smrti byl na počest jeho a jeho choti Šóken zřízen svatostánek Meidži, pojmenovaný po něm. Nalézá se v tokijské čtvrti Haradžuku, byl postaven převážně dobrovolníky a patří mezi nejznámější svatostánky šintoistického náboženství. Císařský pár byl pohřben odděleně na území bývalého hradu Fušimi.
Nástupcem Meidžiho na císařském trůnu se stal jeho syn Jošihito, jenž jako císař nesl jméno Taišó (japonsky: 大正天皇, Taišo-tennó).

## Proměny Japonska v období Meidži
V roce 1868, rok po Meidžiho nástupu na trůn, byl při násilném převratu zbaven moci poslední šógun z dynastie Tokugawa. Šógunát jako instituce byl zrušen a 3. září 1868 bylo město Edo, které bylo až dosud sídlem šógunů, přejmenováno na Tokio, tj. „Východní hlavní město“. Císař a jeho dvůr se o rok později přestěhovali z Kjóta do Tokia, které se tím stalo hlavním městem i formálně.
Císař a jeho vláda začali – s podporou vyšší střední třídy – postupně zbavovat vlivu také samuraje a orientovat Japonsko více k evropským velmocem a k USA s cílem modernizace země. První evropskou zemí, která zřídila v Tokiu své vyslanectví, bylo Nizozemsko v roce 1868. Nizozemský vyslanec Dirk de Graeff van Polsbroek se stal neformálním císařovým rádcem při navazování diplomatických styků s dalšími státy. I díky tomu se začaly rozvíjet obchodní vztahy s evropskými zeměmi a s USA. Japonsko se začalo rozhodným způsobem industrializovat.
V roce 1889 parlament schválil novou ústavu, kterou byla země přetvořena v konstituční monarchii. Pravomoci císaře Meidžiho byly omezeny, spíše platil za symbolickou a jednotící sílu Japonska. Reformy byly prováděny hlavně pod tlakem veřejnosti, s významným přispěním čtyřnásobného japonského premiéra Hirobumiho Itó.
Za Meidžiho vlády Japonsko vstoupilo do první čínsko-japonské války v letech 1894–1895 a do rusko-japonské války v letech 1904–1905. V obou těchto válečných konfliktech, především v pro Japonsko vítězné válce s Ruským impériem, se potvrdila zvýšená vojenská síla Japonska.
Od roku 1867 se zdvojnásobil počet obyvatel Japonska z přibližných 25 milionů na 50 milionů v roce 1912.

## Vyznamenání
- rytíř velkokříže Řádu italské koruny – Italské království, 1879
- rytíř velkokříže Řádu svatého Mauricia a svatého Lazara – Italské království, 1879
- rytíř Řádu zvěstování – Italské království, 1879
- velkokříž s řetězem Řádu Kamehamehy I. – Havajské království, 15. března 1881[1]
- rytíř Řádu Serafínů – Švédsko, 11. prosince 1881[2]
- velkokříž Řádu bílého sokola – Sasko-výmarsko-eisenašské vévodství, 1882[3]
- 1067. rytíř Řádu zlatého rouna – Španělsko, 1883[4]
- rytíř Řádu slona – Dánsko, 18. května 1887[5]
- rytíř Řádu Mahá Čakrí – Siam, 22. prosince 1887[6]
- rytíř Řádu svatého Huberta – Bavorské království, 1894[7]
- rytíř Řádu černé orlice – Německé císařství, 1894[8]
- rytíř Podvazkového řádu – Spojené království, 15. května 1906[9]
- velkokříž Řádu Spasitele – Řecké království